# Loxosomella tethyae
Loxosomella tethyae är en bägardjursart som först beskrevs av Salensky 1877.  Loxosomella tethyae ingår i släktet Loxosomella och familjen Loxosomatidae. Inga underarter finns listade i Catalogue of Life.